# بيل سوين
بيل سوين (بالإنجليزية: Bill Swain) هو لاعب كرة قدم أمريكية أمريكي، ولد في 22 فبراير 1941 في ديكينسون في الولايات المتحدة.

## وصلات خارجية
- بيل سوين على موقع مرجع كرة القدم المحترفة.كوم (الإنجليزية)